# Bell XP-77
Die Bell XP-77 war ein Prototyp eines leichten, aus Holz gebauten Jagdbombers. Er sollte helfen, Ressourcen zu sparen, erreichte jedoch keine ausreichenden Flugleistungen.

## Geschichte
Das Flugzeug entstand 1942 aus der Befürchtung der US-amerikanischen Regierung heraus, dass kriegswichtige Stoffe knapp werden könnten. Am 16. Mai 1942 wurden 25 Flugzeuge bestellt; die Bestellung wurde allerdings auf sechs Stück reduziert, als bekannt wurde, dass keine aufgeladene Ausführung des Antriebs verfügbar sein würde – der projektierte Einsatz als Höhenjäger entfiel damit.
Nach langer Bauzeit erfolgte am 1. April 1944 der Erstflug des Prototyps S/N 43-34915; doch das Flugzeug hatte problematische Flugeigenschaften und unzureichende Leistungsdaten. Der zweite Prototyp S/N 43-34916 stürzte am 22. Oktober 1944 ab. Ende des Jahres wurde das Projekt eingestellt.

## Konstruktion
Das Flugzeug (zuerst Bell Tri-4 genannt) war vorwiegend aus Holz gebaut; als Triebwerk kam ein luftgekühlter V12-Motor der Ranger Aircraft Engine Division zum Einsatz.

## Technische Daten
| Kenngröße             | Daten                                                                                     |
| --------------------- | ----------------------------------------------------------------------------------------- |
| Besatzung             | 1                                                                                         |
| Länge                 | 274,5 in (7 m)                                                                            |
| Spannweite            | 330 in (8,4 m)                                                                            |
| Höhe                  | 131 in (3,3 m)                                                                            |
| Reisegeschwindigkeit  | 270 mph (ca. 430 km/h)                                                                    |
| Höchstgeschwindigkeit | 330 mph (ca. 530 km/h)                                                                    |
| Dienstgipfelhöhe      | 30.100 ft (ca. 9.200 m)                                                                   |
| Reichweite            | 550 mi (ca. 890 km)                                                                       |
| Triebwerk             | ein luftgekühlter V12-Zylindermotor Ranger XV-770-7 mit 520 PS (ca. 380 kW)               |
| Bewaffnung            | zwei 12,7-mm-MG und eine 20-mm-MK optional eine 136-kg-Bombe oder eine 147-kg-Wasserbombe |